# RiZ
RiZ（リズ）は、2004年春に結成した福岡のインディーズポップスユニット。ユニット名の由来は、ヴォーカルRieの「Ri」と、ギター・キーボードZunの「Z」をあわせたものから。

## メンバー
- Rie (作詞・作曲・ボーカル・パーカッション)
- Zun (作編曲・ギター・キーボード・コーラス)

## 概要
- CM音楽のクリエーターでもあるZunがRieをCMソングに起用。2人で多くの作品を手がける。
- CM業界で活動する中、自分たちの個性を生かした音楽を作り出すため、RiZを結成。
- 基本Rieが作詞、Zunが作曲編曲担当。最近はRieが作曲することも多い。(Cover in LOVE、Lip Noise(共作)、冬の想い出、春夏秋冬(共作)、dilemma、虚偽など)
- 2007年には老人介護施設にてクリスマスライブを行うなど、ボランティア活動にも力を入れている。
- 2008年開催の大分国体キャラクターめじろんのイメージソング「めじろんダンス」に参加。(作詞・作曲は大分市内の小学生、監修は作曲家の河野敦朗)
- CDやDVDが小中学校・幼稚園や保育所に配布された。

## ディスコグラフィー

### シングル CD
1. 「あの日の約束」

### マキシシングルCD
1. 「冬の想い出」
2. 「めじろんダンス」

### ミニアルバムCD
1. 「えれくとろ☆RiZ」紹介PV

### カバーアルバムCD
1. 「童謡集その1」紹介PV
2. 「童謡集その2」
3. 「Ghibli de PARTY SWING」

### アルバムCD
1. 2006年1stアルバム「真昼の月」紹介PV
2. 2007年2ndアルバム「水面の月」紹介PV
3. 2010年3rdアルバム「眠らぬ月」紹介PV
4. 2015年4thアルバム「傍観者」

### 配信販売
(MP3販売サイト「同人音楽の森」)

### コラボ
RiZ＆ GA-GO Collaboration「Virtual」

### プロモーション映像（PV）
1. 「Lip Noise」
2. 「しゃぼんだま」
3. 「alone」
4. 「じゅもん」
5. 「春夏秋冬」
6. 「中央線」
7. 「the life is...」
8. 「ねがい」
9. 「一日の終わり」
10. 「LOVE-arigatou-」

### 楽曲提供
- Rev. from DVL

「LOVE-arigatou-」 作詞：RiZ☆Rie　作曲：RiZ☆Zun
「逢いにきんしゃい」作詞：RiZ☆Rie　作曲：RiZ☆Zun
「らりるれろLove」作詞：RiZ☆Rie　作曲：RiZ☆Zun
「外環状線」作詞/作曲：RiZ☆Rie　
「真夜中の日記」作詞：zunny　作曲：RiZ☆Zun
「永遠パズル」作詞：RiZ☆Rie　作曲：RiZ☆Zun
「Wanna be」作詞：RiZ☆Rie　作曲：RiZ☆Zun
「宝物」作詞：RiZ☆Rie　作曲：RiZ☆Zun
「君だけのストーリー」作詞：zunny　作曲：RiZ☆Zun
「束の間の幸福論」作詞：RiZ☆Rie　作曲：RiZ☆Zun
「永遠の調べ」作詞：RiZ☆Rie　作曲：RiZ☆Zun
「Melody 〜未来への一歩〜」作詞：RiZ☆Rie　作曲：RiZ☆Zun
「雲外蒼天・サムライ魂!」作詞：RiZ☆Rie　作曲：RiZ☆Zun
- ChawChaw

「summer vacation」作詞：RiZ☆Rie　作曲：RiZ☆Rie
- 小桃音まい

「GO Ahead！」作詞：RiZ☆Rie　作曲：RiZ☆Zun
- カラフルドール

「お野菜ずっきゅん！」作詞：RiZ☆Rie　作曲：RiZ☆Zun
「革命天使」作詞：RiZ☆Rie　作曲：RiZ☆Zun

## タイアップ

### CM
- サンレー「春夏秋冬」
- ルミエール「Cover in LOVE」
- アラビアンオアシス「春風」

### TV
- 旅の玉手箱テーマソング「あの日の約束」

### イベント
- 2008年大分国体キャラクターめじろんのイメージソング「めじろんダンス」

## 主なCM作品
- ぴりっとマヨネーズ
- ロバのマークのドンキー薬局
- 佐賀トヨペット
- ドラッグストアMORI
- ホームセンターユートク
- サンパーク
- 甘陣屋
- チヂイワ自動車
- 三洋ペイント
- 若松競艇
- 東邦住宅
- がちゃぽん
- サンレー
- オリエントビル
- 寿司ざんまい
- シンプルライフ吉志
- フラワーベーカリー
- ハウステンボス～光の街～
- 泰平建設
- ナフコ
- 原サティ
- 九州アイズ
- 救急救命士
- 公務員
- はぴねすくらぶ
- WASHハウス
- はまかつ
- 誠伸住宅
- 朝日ソーラー

## ラジオ出演
- FM福岡
  - 「boot camp」
  - 「福岡パラダイス」にて（2007年9月エンディングテーマ起用）
- FM KitaQ
  - 「今夜もやっぱりKITAQ DE SHOW」
- Dreams FM
- LOVE FM
  - 「アジアンニュースタンダード」
- FM佐賀
  - 「SUNSET POWER JAM」
- Style FM(FM MiMi)
  - 「JIS JAPAN MUSIC”カフェドスタイル”」
  - 「ハーモニーカフェ」（2007年4月～8月パーソナリティ）
  - 「8凄」
- Stickam JAPAN!
  - 「西中洲マーガリン」
  - 「over night jam」
- らじろぐ
  - 「RADIO TALK CLUB」

## 雑誌／新聞／フリーペーパー
- 西日本新聞（「バンドじゃん」「Bana-Ten」 ）
- 月刊くるめ
- フリーペーパー「MOVING」

## サイト上での活動
- 毎週月曜インターネットラジオ「RiZ色Radio」更新（2006年2月より）
- Rieのブログは毎日更新「RiZ色日記」（2004年8月より）
- メールマガジン「RiZ色つうしん」発刊（2007年10月22日より）